# Amer Al-Fadhel
Amer Maatouq Al-Fadhel (Al Kuwait, 21 aprile 1988) è un calciatore kuwaitiano, difensore dell'Al-Qadsia e della Nazionale kuwaitiana.

## Carriera

### Nazionale
Ha esordito in Nazionale nel 2010.